# Asticta violaceogrisea
Asticta violaceogrisea là một loài bướm đêm trong họ Erebidae.